# Auf dem Highway ist die Hölle los
Auf dem Highway ist die Hölle los (Originaltitel The Cannonball Run) ist eine US-amerikanische Actionkomödie. Sie wurde 1981 unter der Regie des ehemaligen Stuntmans Hal Needham produziert, der selbst eine kleine Nebenrolle spielte.

## Handlung
Alle zwei Jahre findet in den Vereinigten Staaten ein berüchtigtes illegales Autorennen von der Ostküste zur Westküste, von Connecticut nach Kalifornien statt – der sogenannte Cannonball Run. Verschiedenste illustre Fahrer versuchen dieses Mal, den begehrten Pokal zu gewinnen, unter ihnen der Abenteurer J. J. McClure mit seinem verrückten Assistenten Victor. Gelegentlich verwandelt sich Victor in den Helden Captain Chaos. Um nicht von der Polizei gestoppt zu werden, sind die beiden mit einem Krankenwagen und dem Arzt Nikolas van Helsing unterwegs. 
An dem Rennen nehmen auch der Ex-Rennfahrer und Alkoholiker Jamie Blake und sein Freund Fenderbaum als Priester verkleidet teil. Ebenso Seymour Goldfarb, der in James-Bond-Manier mit seinem Aston Martin antritt, sowie zwei durchgeknallte Asiaten mit ihrem High-Tech-Subaru.
Mit verschiedensten Tricks kämpfen die Teams um den Sieg. Nach 3000 Meilen gewinnen Marcie und Jill mit ihrem Lamborghini, weil Victor lieber einen Pudel vor dem Ertrinken rettet, anstatt die Karte in die Stechuhr zu stecken, was den Sieg bedeutet hätte.
McClure verzeiht seinem Kumpan, da er ihm einfach nicht böse sein kann. Die Fahrer feiern das Ende mit einer Party.
An dem Rennen nehmen folgende Teams teil:
- J. J. McClure (Burt Reynolds) und Victor Prinzim (Dom DeLuise) fahren einen Krankenwagen vom Typ Dodge Tradesman,
- Jamie Blake (Dean Martin) und Morris Fenderbaum (Sammy Davis Jr.) fahren als  Priester verkleidet einen Ferrari 308 GTS,
- Jill Rivers (Tara Buckman) und Marcie Thatcher (Adrienne Barbeau) nehmen mit einem Lamborghini Countach teil,
- Jackie Chan und sein Ingenieur und Navigator (Michael Hui) fahren einen Subaru GL,
- Terry (Bradshaw) und Mel (Tillis) sind mit einem straßenzugelassenen NASCAR-Rennwagen Chevrolet Malibu unterwegs,
- Seymour Goldfarb, Jr. (Roger Moore) fährt einen Aston Martin DB5, der ähnlich wie ein James-Bond-Wagen ausgestattet ist,
- Scheich Abdul ben Falafel (Jamie Farr) mit einem Rolls-Royce Silver Shadow.

## Entstehung und Veröffentlichung
Für die deutsche Synchronisation war die Rainer Brandt Filmproduktion Berlin verantwortlich. Rainer Brandt schrieb das Dialogbuch und führte Dialogregie.
| Figur                        | Darsteller      | Deutscher Sprecher     |
| ---------------------------- | --------------- | ---------------------- |
| J. J. McClure                | Burt Reynolds   | Christian Brückner     |
| Seymour Goldfarb, Jr.        | Roger Moore     | Lothar Blumhagen       |
| Pamela Glover                | Farrah Fawcett  | Almut Eggert           |
| Victor Prinzim/Captain Chaos | Dom DeLuise     | Edgar Ott              |
| Arthur J. Foyt               | George Furth    | Friedrich Schoenfelder |
| Jamie Blake                  | Dean Martin     | Klaus Miedel           |
| Morris Fenderbaum            | Sammy Davis Jr. | Jochen Schröder        |
| Doktor Nikolas van Helsing   | Jack Elam       | Heinz-Theo Branding    |
| Terry                        | Terry Bradshaw  | Heinz-Theo Branding    |
| Jackie Chan                  | Jackie Chan     | Joachim Tennstedt      |

Wie bereits Cannonball und Die verrückteste Rallye der Welt fünf Jahre zuvor  verarbeitet der Film die Cannonball-Rennen: In den 1970er Jahren initiierte Journalist Brock Yates spaßorientierte Wettfahrten quer durch die USA als Akt zivilen Ungehorsams. 
Der Film war ein großer kommerzieller Erfolg. Er spielte weltweit 205.633.900 US-Dollar (inflationsbereinigt) ein und erreichte unter den erfolgreichsten Filmen des Jahres 1981 den sechsten Platz. Für die deutschen Zuschauerzahlen erhielt er 1985 die Goldene Leinwand.
Es gibt diverse Anspielungen auf die Darsteller oder ihre Rollen. So parodiert Roger Moore seine James-Bond-Rolle, Peter Fonda seine Rollen aus Die wilden Engel und Easy Rider sowie Dean Martin seine Trunksucht. 
Das Zeigen von Outtakes im Abspann war eine Eigenart des Regisseurs Hal Needham. Jackie Chan gefiel diese Idee so gut, dass er sie für seine eigenen Filme übernahm.
Um seine Übermüdung zu bekämpfen, sieht sich Jackie Chan während der Autofahrt den Pornoklassiker Behind the Green Door an.

## Rezeption
Auf dem Highway ist die Hölle los erhielt ein schlechtes Presseecho, was sich auch in den Auswertungen US-amerikanischer Aggregatoren widerspiegelt. So erfasst Rotten Tomatoes überwiegend kritische Besprechungen und ordnet den Film dementsprechend als „Gammelig“ ein. Laut Metacritic fallen die Bewertungen im Mittel „Grundsätzlich Ablehnend“ aus. Es folgen einige repräsentative Pressestimmen:

„Starbestückter Actionfilm um ein verrücktes Rennen, das in einer Folge lose miteinander verbundener Episoden erzählt wird und Gelegenheit zu einigen qualitativ unterschiedlichen Selbstparodien und Filmzitaten bietet. Anspruchslose, mit Kalauern gespickte Unterhaltung.“

„Klamauk, Stars und qualmende Reifen, Raserei als Kult [–] durchschnittlich.“

„Klamaukiger Autospass von Hal Needham, der für sein Potpourrie aus Verfolgungsjagden, Stunts, anzüglichen Witzen und Filmzitaten eine Reihe veritabler Stars gewinnen konnte: Angeführt von Burt Reynolds geben sich u. a. Farrah Fawcett, Dean Martin, Sammy Davis Jr. und Peter Fonda die Ehre. Unübertrefflich ist jedoch Roger Moore in einer Selbstparodie als Playboy, der sich für Roger Moore hält, während Jackie Chan in einer Nebenrolle als handkantenschwingender Japaner noch nicht völlig überzeugen kann.“

Farrah Fawcett wurde für ihre Darstellung in Cannonball Run 1982 für die Goldene Himbeere als schlechteste Nebendarstellerin nominiert.